# Бергамот (сорта груши)

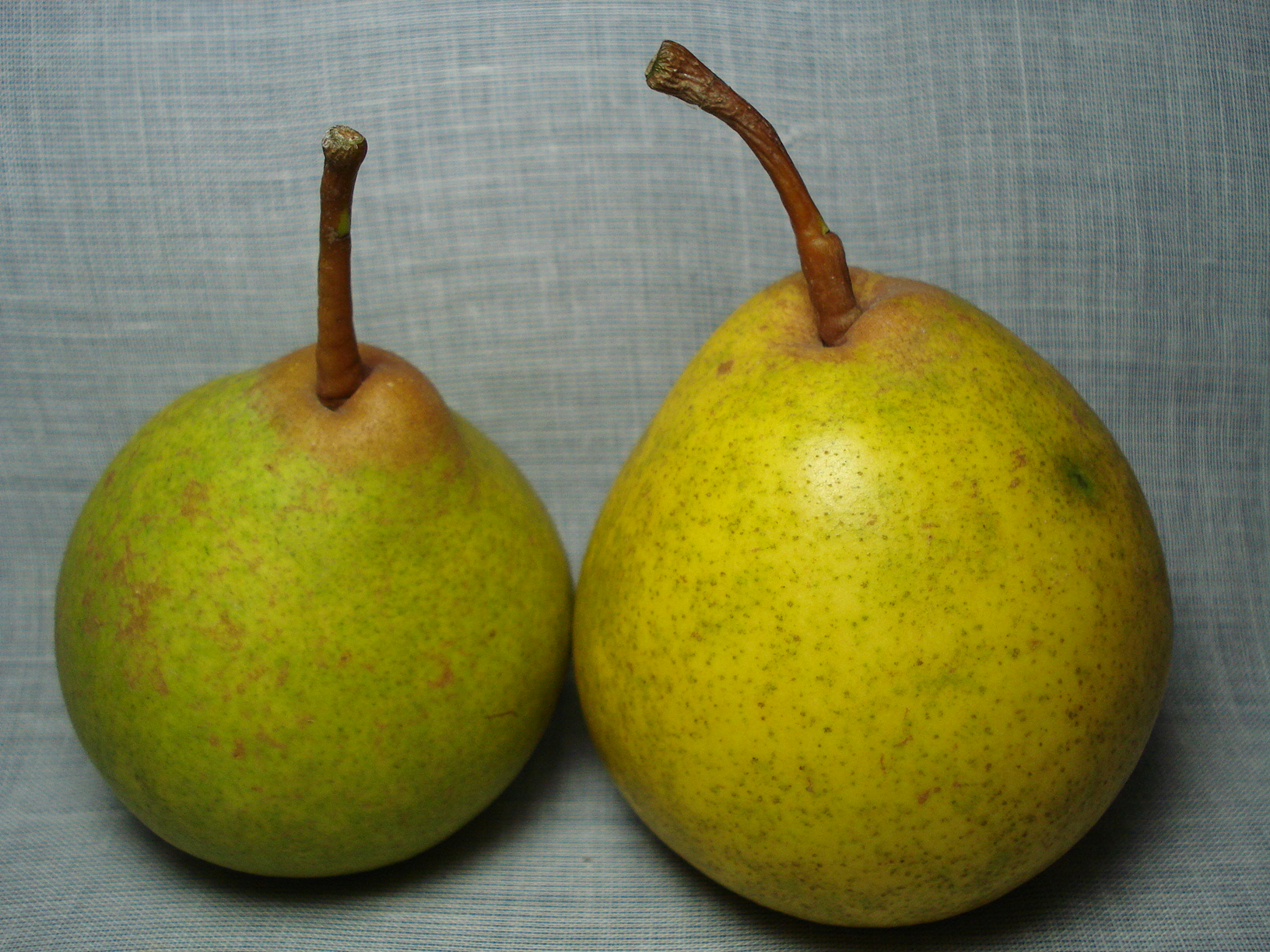
Вид плодов груши одного из сортов Бергамот

Бергамот — общее название для  нескольких сортов груш с плоской, как бы сплюснутой формой плода. В СССР разводилось несколько разновидностей: на западе — сапежанка или польский бергамот, который имел местное значение, так как плохо выносил перевозку; в центре — красный бергамот, устойчивый к переменам климата, на юге и юго-западе — маслиновка, крупный, стойкий осенний бергамот.

## Этимология
Название произошло от осман. beg-armudi‎ — «бейская груша», вероятно, видоизменившись под влиянием итал. bergamotta, обозначающего вид цитрусовых растений Бергамот.